# Lamprosema leucopis
Lamprosema leucopis is een vlinder uit de familie van de grasmotten (Crambidae), uit de onderfamilie van de Spilomelinae. De wetenschappelijke naam van deze soort is voor het eerst gepubliceerd in 1918 door George Francis Hampson.
De soort komt voor in Indonesië (Papoea).